# San Mateo Otzacatipan
San Mateo Otzacatipan (del Náhuatl: Otzacatipan ‘En el camino del zacatal’) es una población del Estado de México, prácticamente conurbada con su capital, la ciudad de Toluca de Lerdo.

## Historia
San Mateo Otzacatipan es una población de orígenes matlatzincas, tras la conquista del actual Valle de Toluca por los aztecas, éstos le dieron el nombre de Otzacatipan y además fue otorgada como recompensa a uno de los principales líderes de la conquista, Ahuizotlzin, hermano del Huey tlatoani Axayácatl; tras la conquista española, le fue agregado el nombre de San Mateo.
Después de pacificada la región por los españoles, los franciscanos iniciaron la evangelización desde el convento de Toluca. En el "Lienzo de Santa Ana Tlapatitlán" que data de 1569 se aprecia la mención a la capilla de San Mateo.
Durante parte de su historia la principal actividad económica de San Mateo Otzacatipan fue la pesca, practicada en bordos y ríos de la zona, siendo el principal producto de esta actividad los charales, por ello durante mucho tiempo a la población se le denominaba extraoficialmente «San Mateo de los Pescadores» y a sus habitantes como «charales», hasta había mucha seguridad pues no había así mucha población  las casas eran elaboradas de adobe y su puerta era de madera ,no había transportes todo era arriado a caballo también lo que se daba mucho era las cosechas había mucha gente humilde  que aun trabajaba su terrenos  pero a través de los años todo  fue cambiando tanto las calles como la población poco a poco se acabo las cosechas como la pesca se fue construyendo muchas casas , se instalaron varias bases de camiones y a si fue como san mateo otzacatipan cambio

## Localización y demografía
San Mateo Otzacatipan se encuentra localizado en las coordenadas 19°19′36.5″N 99°36′17.9″O / 19.326806, -99.604972 y a una altitud de 2,600 metros sobre el nivel del mar, a unos siete kilómetros al noroeste de la ciudad de Toluca, tiene la categoría de delegación del municipio de Toluca. En San Mateo Otzacatipan se encuentra el Aeropuerto Internacional Lic. Adolfo López Mateos, la Central de Abastos de Toluca y el Parque Industrial Toluca 2000, lo cual ha diversificado y dinamizado la economía de la población, así mismo su creciente integración a la capital del estado la ha convertido en una población residencial, parte de cuyos habitantes se trasladan dirariamente a estudiar o trabajar en el centro de Toluca.
De acuerdo a los resultados del Conteo de Población y Vivienda de 2005 realizado por el Instituto Nacional de Estadística y Geografía, San Mateo Otzacatipan tiene una población total de 18,871 habitantes, de los cuales 9,374 son hombres y 9,497 son mujeres; lo cual lo convierte en la quinta población del municipio de Toluca, tras la cabecera municipal, Toluca de Lerdo, y las poblaciones de San Pablo Autopan, San José Guadalupe Otzacatipan y San Pedro Totoltepec.

## Imágenes

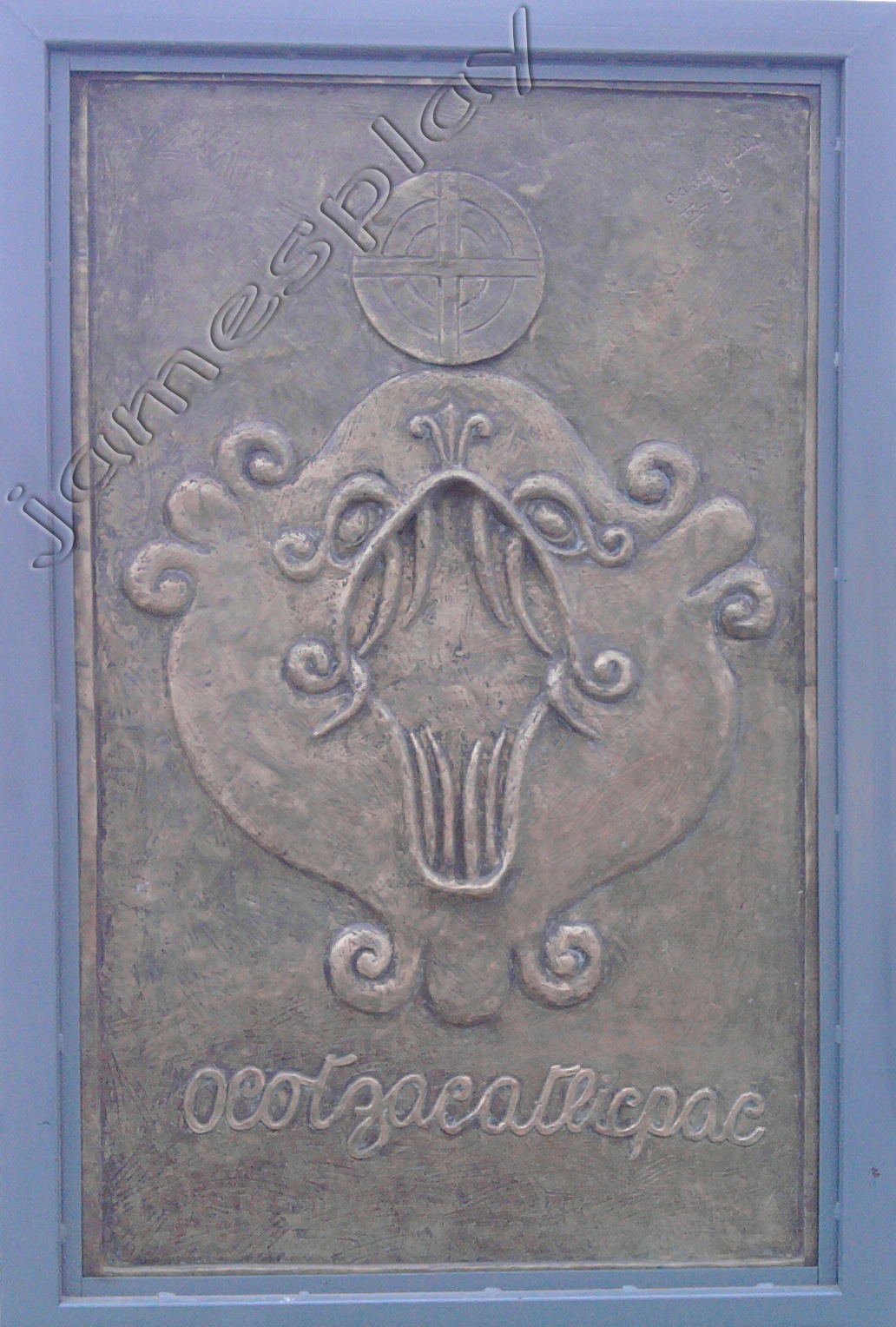
Escudo San Mateo Otzacatipan, plaza central
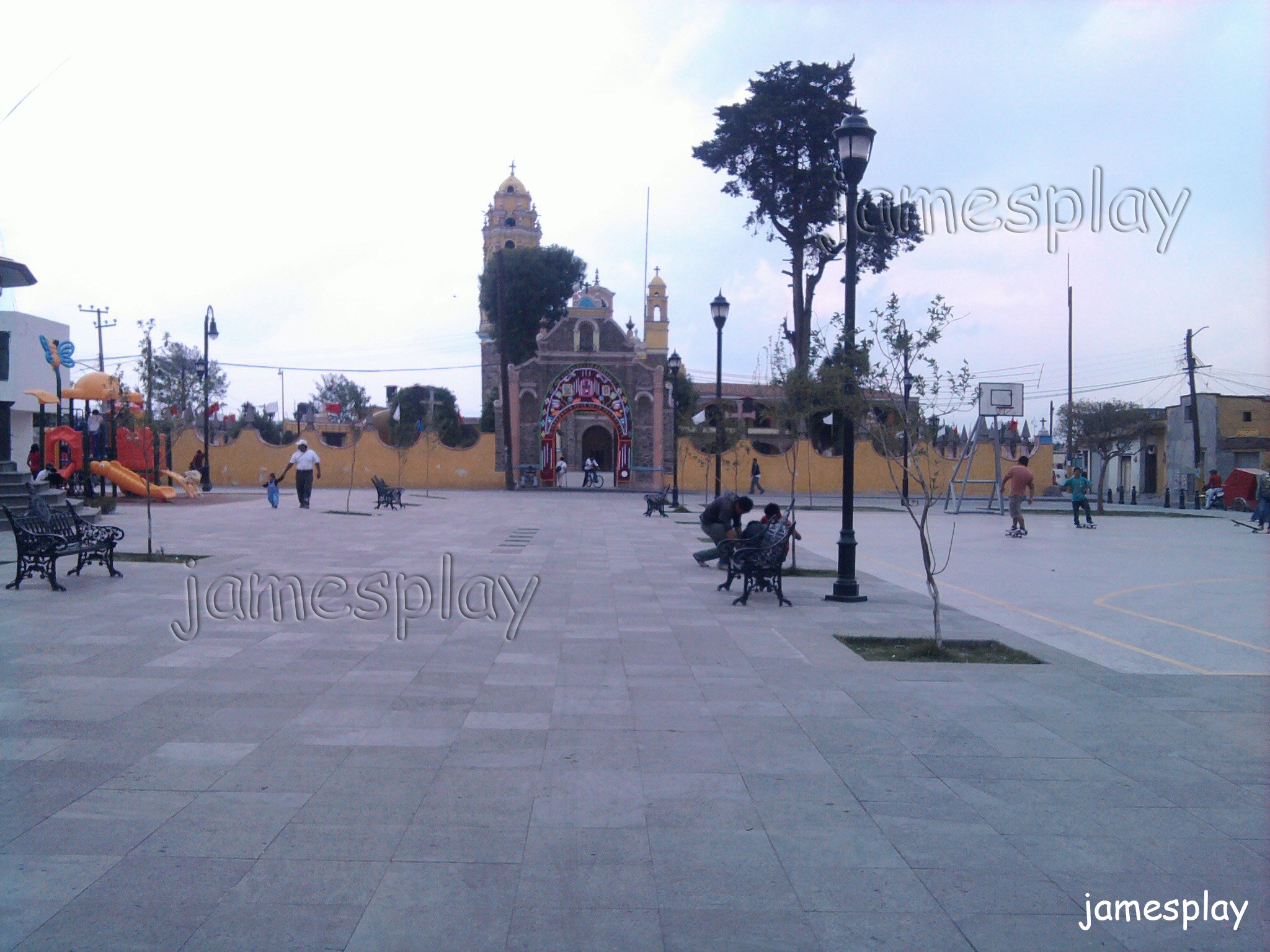
Plaza - San Mateo Otzacatipan
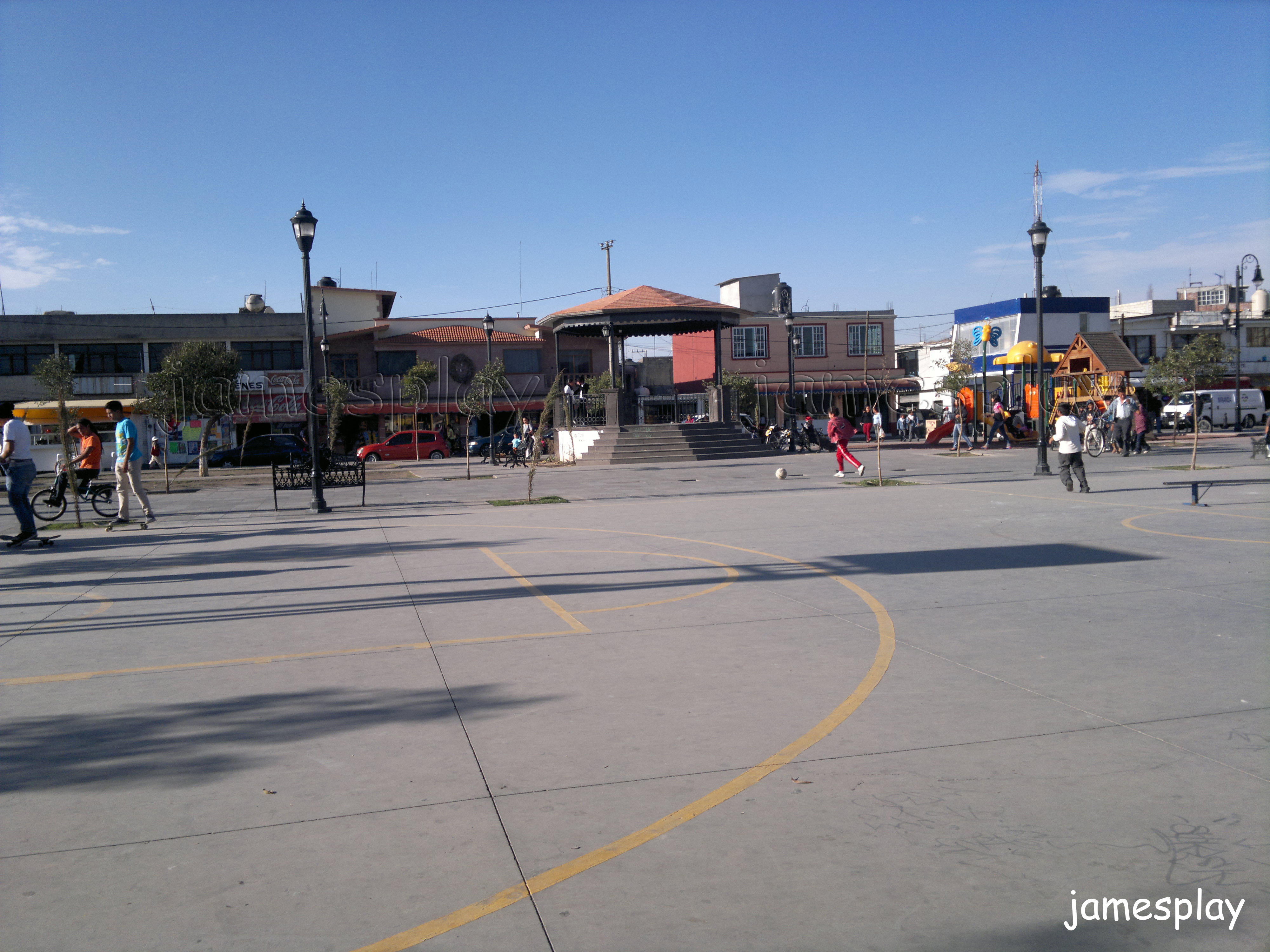
Kiosco - San Mateo Otzacatipan
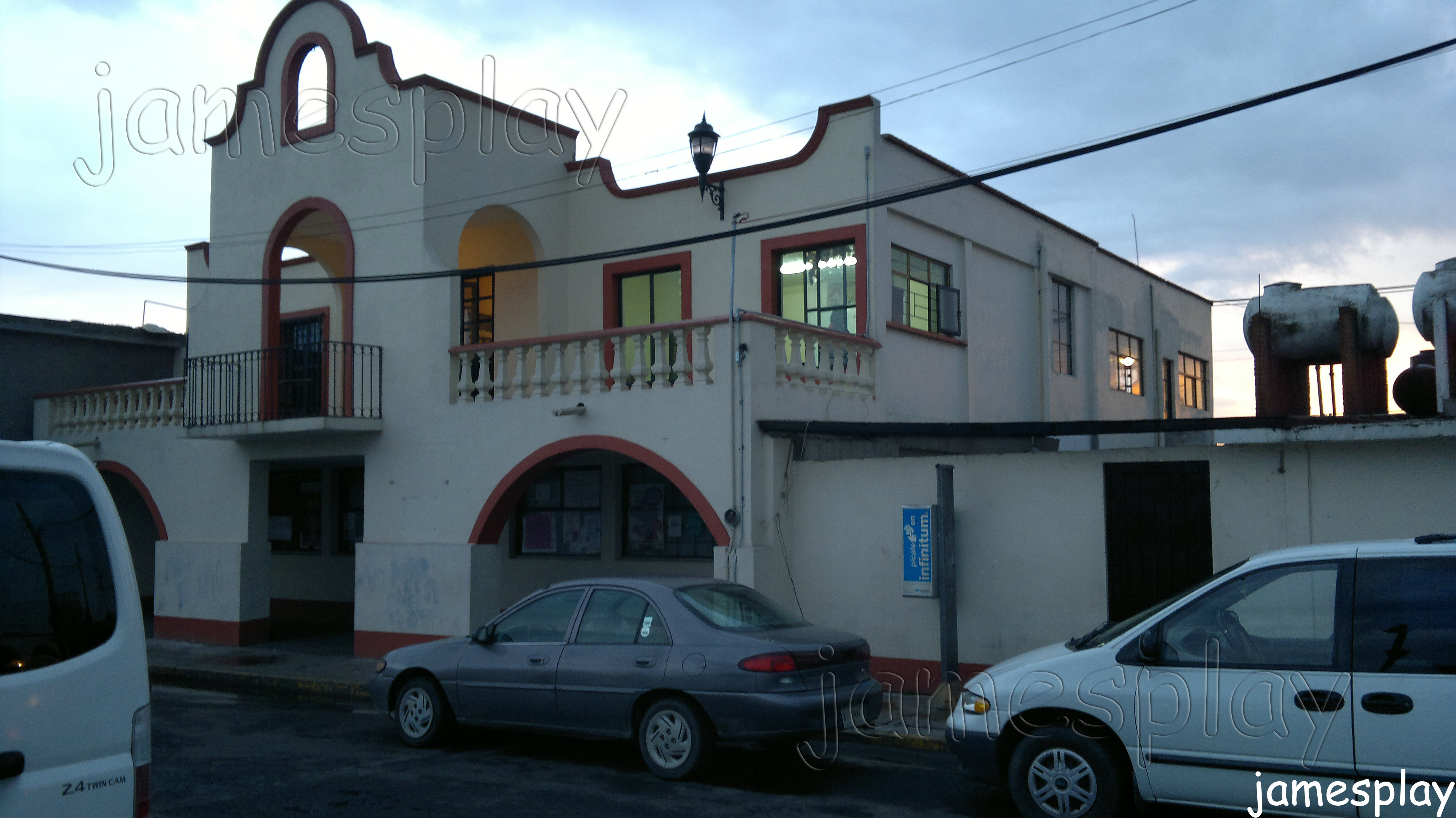
Delegación - San Mateo Otzacatipan
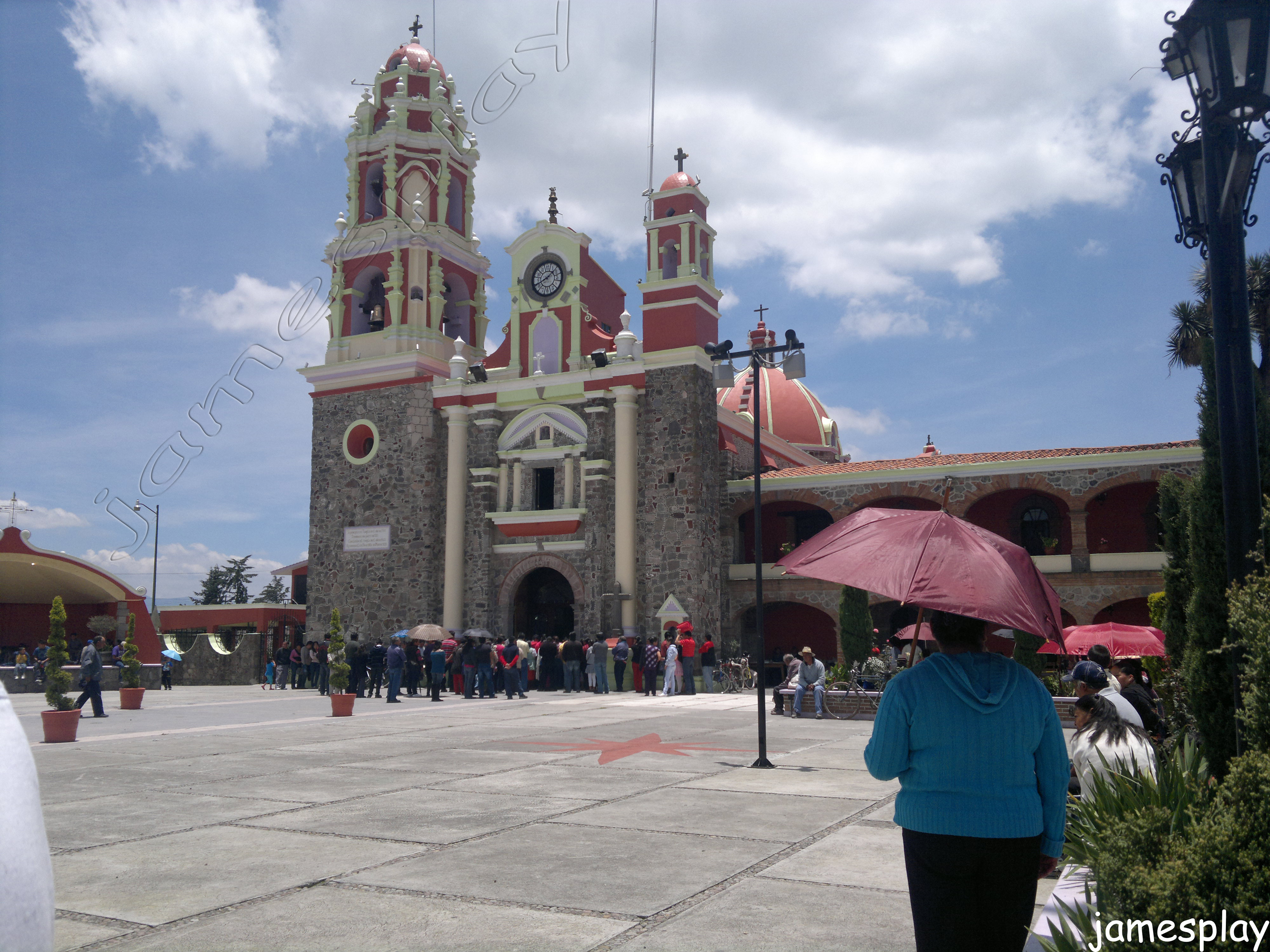
Iglesia - San Mateo Otzacatipan
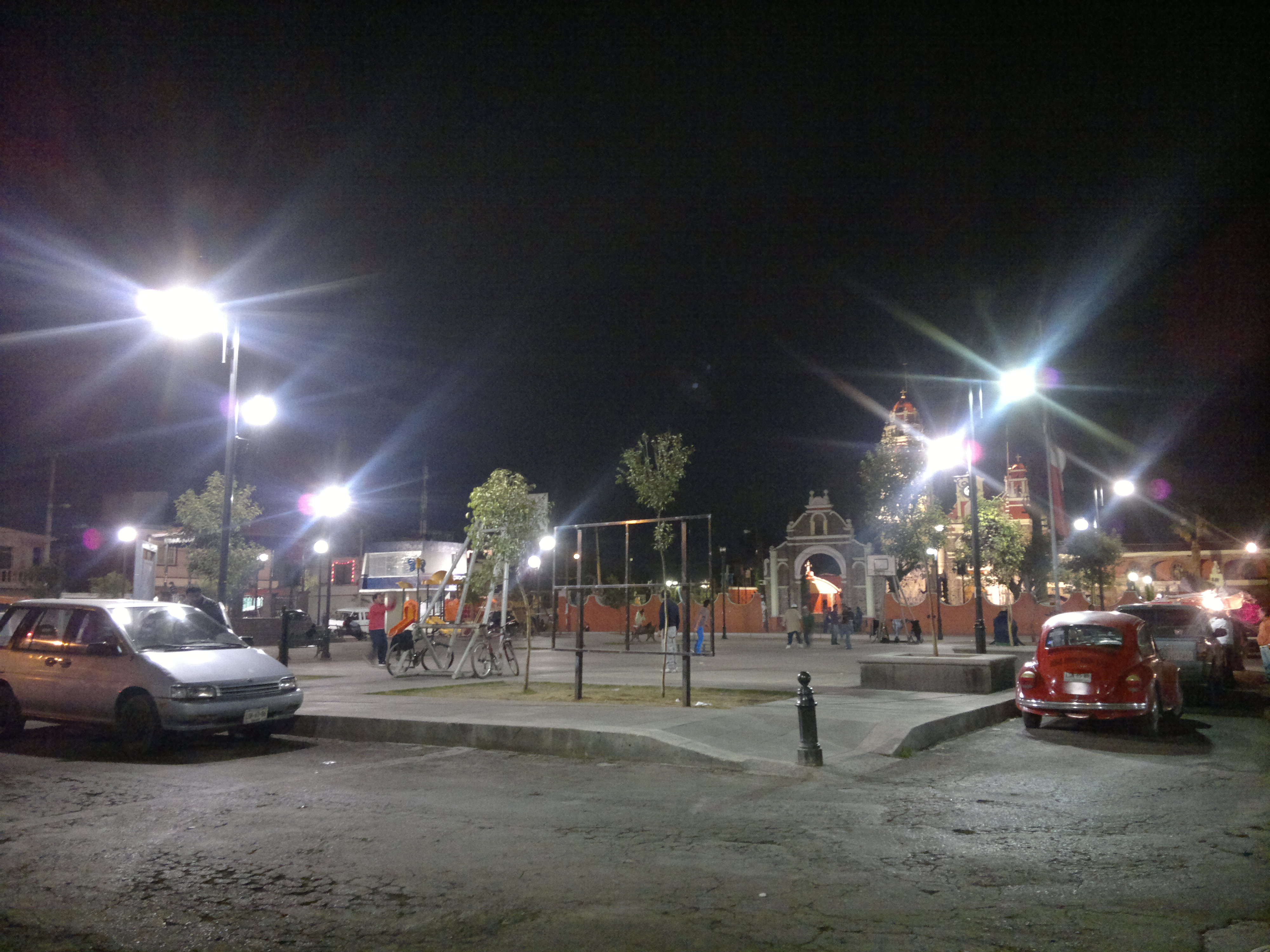
Plaza de noche. San Mateo Otzacatipan
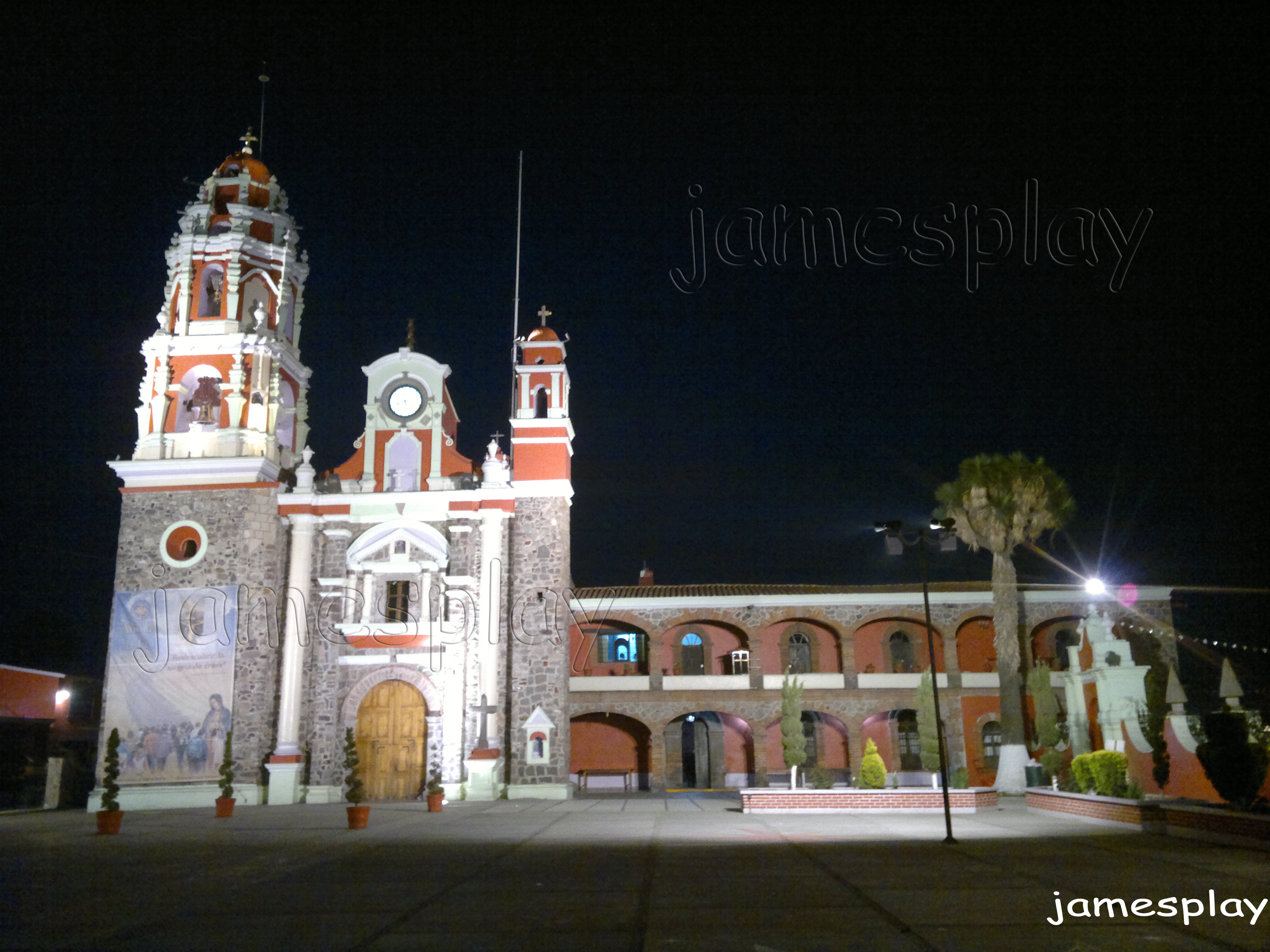
Iglesia Noche - San Mateo Otzacatipan

- Datos: Q6119380
- Multimedia: San Mateo Otzacatipan / Q6119380